# Змееголовник Рюйша
Змееголо́вник Рю́йша, или Змееголовник Руйша (лат. Dracocephālum ruyschiāna) — вид многолетних травянистых растений рода Змееголовник (Dracocephalum) семейства Яснотковые (Lamiaceae). Видовое название дано в честь голландского ботаника Фредерика Рюйша (1638—1731).

## Ботаническое описание

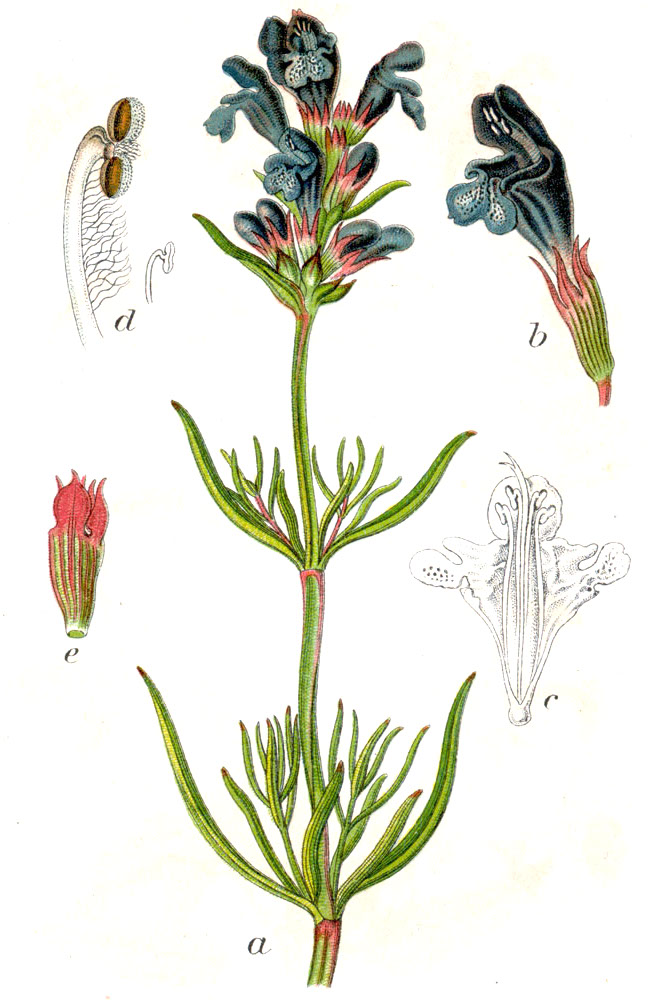

Короткоопушённое многолетнее растение высотой 40—60 см.
Корневище ветвистое.
Стеблей несколько, прямостоячих.
Листья сидячие, ланцето-линейные или линейные, с завёрнутыми краями, сверху тёмно-зелёные, блестящие, снизу светлее.
Венчик 20—28 мм длиной, ярко-синий. Цветки в мутовках, собранных на верхушке в головчатое или продолговатое соцветие. Цветёт летом.

## Распространение и экология
Растение встречается в европейской части России, в Сибири, на Украине, в Беларуси. Произрастает на каменистых склонах, в степях, а также в светлых лесах.

## Классификация

### Таксономия
Dracocephalum ruyschiana L., 1753, Sp. Pl. : 595
Вид Змееголовник Рюйша относится к роду Змееголовник (Dracocephalum) семейства Яснотковые (Lamiaceae) порядка Ясноткоцветные (Lamiales), который последовательно входит в вышестоящие клады Ламииды → Астериды → Суперастериды → Эвдикоты → Цветковые растения. Таксономическая схема в соответствии с Системой APG IV по состоянию на декабрь 2023 года:
|  |                          |  |                                   |                                   |                      |  | еще 23 семейства | еще 23 семейства |                        |  |  |  | еще 74 подтвержденных вида и 17 видов, ожидающий подтверждения |
|  |                          |  |                                   |                                   |                      |  | еще 23 семейства | еще 23 семейства |                        |  |  |  | еще 74 подтвержденных вида и 17 видов, ожидающий подтверждения |
|  |                          |  |                                   | порядок Ясноткоцветные            |                      |  |                  |                  | род Змееголовник       |  |  |  |                                                                |
|  |                          |  |                                   | порядок Ясноткоцветные            |                      |  |                  |                  | род Змееголовник       |  |  |  |                                                                |
|  | клада Цветковые растения |  |                                   |                                   | семейство Яснотковые |  |                  |                  | вид Змееголовник Рюйша |  |  |  |                                                                |
|  | клада Цветковые растения |  |                                   |                                   | семейство Яснотковые |  |                  |                  |                        |  |  |  |                                                                |
|  |                          |  | ещё 63 порядка цветковых растений | ещё 63 порядка цветковых растений |                      |  |                  | еще 267 родов    | еще 267 родов          |  |  |  |                                                                |
|  |                          |  |                                   | ещё 63 порядка цветковых растений |                      |  |                  |                  | еще 267 родов          |  |  |  |                                                                |

### Синонимы
- Dracocephalum alpinum Salisb.
- Dracocephalum angustifolium Gilib.
- Dracocephalum hyssopifolium Mart. ex Steud.
- Dracocephalum spicatum Dulac
- Ruyschiana fasciculata [ Clairv. ]
- Ruyschiana ruyschiana (L.) House
- Ruyschiana spicata Mill.